# Wappen des Niger
Das Wappen des Niger wurde am 1. Dezember 1962 durch Dekret angenommen.

## Beschreibung
In der Mitte des weißen Wappenschildes ist das Staatssiegel angeordnet. Auf dem Schild sind vier Symbole in Gold: in der Mitte eine Sonne (Staatssiegel), rechts einen vertikalen Speer mit zwei gekreuzten Tuareg-Schwertern, links drei gekreuzte Perlhirse-Kolben und unterhalb einen Zebu-Kopf in Frontalansicht.
Der Wappenschild liegt auf schräggestellten vier Nationalflaggen des Niger in den Nationalfarben Orange, Weiß und Grün.
Unter dem Wappen zeigt ein Schriftband den Staatsnamen in der Amtssprache Französisch:
„REPUBLIQUE DU NIGER“
(Republik Niger)

## Symbolik
Eine offizielle Bedeutung der Farben gibt es nicht. Häufig wird folgende Zuordnung vorgenommen:
- Orange steht für die Wüste Sahara im Norden des Landes.
- Grün steht für die Grasebenen im Süden und Westen, welche vom Fluss Niger durchflossen werden.
- Weiß steht für die Hoffnung. Für den Staat Niger symbolisiert es zusätzlich die Savannenregion.

Der Speer symbolisiert die Gruppen mit dunkler Hautfarbe, die Sahel-Bewohner und die Hausa. Das Schwert steht für die Gruppen mit weißer Hautfarbe, die Sahara-Bewohner. Die Waffen sollen aber auch an die Reiche der Vergangenheit erinnern.
Die drei Hirsekolben weisen auf den Ackerbau hin.
Der Zebukopf steht für die bedeutende Viehzucht und für die im Norden lebenden Nomaden.